# モノクロレター
「モノクロレター」は、矢井田瞳の12枚目のシングル。発売元はEMIミュージック・ジャパン。

## 解説
- CD-EXTRA仕様で、期間限定スペシャルサイトが閲覧できる（現在は終了している）

## 収録曲
1. モノクロレター (4:56)
作詞・作曲:矢井田瞳、編曲:村田昭・矢井田瞳
日本テレビ系「音楽戦士 MUSIC FIGHTER」10月度エンディングテーマ
2. 馬と人参 (4:17)
作詞・作曲:矢井田瞳、編曲:村田昭・片岡大志・矢井田瞳
毎日放送「第54回別府大分毎日マラソン大会」テーマソング

## 収録アルバム
- Here today-gone tomorrow (#1)
- THE BEST OF HITOMI YAIDA (#1)